# Carlhubbsia
Genre
Carlhubbsia est un genre de poissons d'eau douce de la famille des Poeciliidae.

## Répartition
Les espèces du genre Carlhubbsia se rencontrent en Amérique centrale.

## Liste des espèces
Selon World Register of Marine Species (30 décembre 2023) :
- Carlhubbsia kidderi (Hubbs, 1936)
- Carlhubbsia stuarti Rosen & Bailey, 1959

## Classification
Le nom valide complet (avec auteur) de ce taxon est Carlhubbsia Whitley, 1951,.
Le genre Carlhubbsia a été créé car le genre Allophallus Hubbs, 1936 était déjà occupé par un genre de diptères, Allophallus Dziedzicki, 1923.
Carlhubbsia a pour synonyme :
- Allophallus Hubbs, 1936

## Étymologie
Le nom générique, Carlhubbsia, a été choisi en l'honneur de Carl Leavitt Hubbs (1894-1979) qui avait proposé en 1936 le genre Allophallus pour ces poissons, genre qui était déjà occupé par des diptères.

## Publication originale
- (en) G. P. Whitley, « New fish names and records », Proceedings of the Royal Zoological Society of New South Wales, Mosman, vol. for 1949-50,‎ 2 avril 1951, p. 61-68 (ISSN 0085-5820, OCLC 3925828, lire en ligne).